# Alfred Dupré
Alfred Dupré (* 15. Dezember 1904 in Köln; † 14. September 1956 in München) war ein deutscher Maler des Nachexpressionismus, der „Neuen Sachlichkeit“ und Surrealist.

## Leben
Alfred Dupré wurde in Köln geboren. Sein Vater Carl Dupré (1875–1961), selbst künstlerisch begabt, war Direktor einer chemischen Fabrik und gab den Sohn bereits 1920 an die Kölner Kunstgewerbeschule. Dort studierte er bei Friedrich August Weinzheimer und später bei Werner Heuser an der Düsseldorfer Akademie Technik und Komposition. Mit 20 Jahren ging er nach Anticoli, damals eine berühmte Malerkolonie in den Sabiner Bergen. Anschließend folgten Studienaufenthalte in Rom, München, Südfrankreich und Paris. Dort lernte er u. a. Pablo Picasso und Georges Braque kennen. Stark angeregt haben ihn Maurice Utrillo und André Dérain. In Rom schloss er Freundschaft mit Giorgio De Chirico, Massimo Campigli, Luigi Pirandello, Filippo De Pisis und Johannes Martini. Später arbeitete er in Rom, Paris, Sanary, Portofino und Bellinzona.
Dazwischen lebte er immer wieder in Deutschland, hatte im Winter 1925/26 seine erste Kollektivausstellung in der Düsseldorfer Kunsthalle und im Kölner Kunstverein, eine zweite in Köln im Spätherbst 1928 und eine dritte in der Kölner Domgalerie. Weitere Ausstellungen im In- und Ausland folgten. 1930 kehrte Dupré nach Köln zurück, malte viel am Unterrhein, an der Lahn, der Nordsee und in Köln-Porz.
Am 14. September 1956 starb Alfred Dupré in einer Münchener Klinik im Alter von 51 Jahren. Die Familiengrabstätte befindet sich auf dem Kalker Friedhof in Köln-Merheim.

## Werk
Sein Frühwerk ist geprägt vom Surrealismus. Dann aber zeigten seine Werke ein freundliches Gesicht. Der Maler Friedrich August Weinzheimer (Köln) eröffnete ihm den Blick für die Herrlichkeit der Farbe, Werner Heuser (Düsseldorf) für die Gesetze einer überzeugenden Bildkomposition. Nach 1922 sind Duprés Bilder von einer großzügigen, jugendlichen Unbekümmertheit. Mit 20 Jahren gesellte er sich zu einer internationalen Malergruppe in Anticoli, wo er schnell eine virtuose Technik und einen persönlichen Stil erlangte.
Seine Bilder, Landschaften, Porträts und Akte aus den Jahren 1924 bis 1931, in Anticoli, Rom, Paris, Sanary, Portofino und Bellinzona entstanden, sind leicht expressiv, mit kraftvollem Temperament gemalt, später mehr mit glatter Oberfläche im Stil der aufkommenden „Neuen Sachlichkeit“. Die Vorbilder von André Dérain, Maurice Utrillo und Gustave Courbet, die er in Paris studierte, förderte seine Entwicklung, ebenso wie der freundschaftliche Umgang mit dem italienischen Maler Giorgio de Chirico.
Die allgemeine Tendenz des „Nachexpressionismus“ zu einem gefestigten, handwerklich fundierten Stil ist schon seit Mitte der 1920er Jahre zu bemerken. Als Dupré 1931 endgültig nach Deutschland zurückkehrte, bestimmten romantisch-erträumte Landschaften an der Nordsee, im Lahntal, insbesondere seiner rheinischen Heimat, seine Arbeiten.
Es zeigte sich, dass sich Dupré an die nationalsozialistische Kunstauffassung angepasst hatte, zumal seine antimoderne Motivwahl der herrschenden Blut-und-Boden-Ideologie entgegenkam: er konnte in den Jahren 1939 (Niederrheinische Landschaft, Saal 37 und Landschaft bei Köln, Saal 38) und 1940 (Alte Bäume im Vorfrühling, Saal 32) an den nationalsozialistischen Propaganda- und Verkaufsschauen Große Deutsche Kunstausstellung in München teilnehmen. Auf der Ausstellung von 1939 kaufte Adolf Hitler von Dupré das Ölgemälde Niederrheinische Landschaft und auf der Ausstellung 1940 Alte Bäume im Vorfrühling.

In der deutschen Abgeschlossenheit nach dem Krieg entstanden Bilder der Sehnsucht nach Paris. Im Kölner Stadtteil Porz empfand er
„… die Atmosphäre von Paris. Diese Buntheit, diese Vollkommenheit von Farben und Formen, dieser stetige Wechsel in der Luft über Strom und Ebene mit Äckern und Fabriken sind sonst wo wohl nur noch in Paris zu finden!“ (Zitat aus einem Brief)
Zum Ende seines Lebens kehrte er zum Surrealismus zurück, den er bis ins Gegenstandslose steigerte. Ein Herzleiden infolge des Krieges ließ aber nur noch einige wenige Werke und graphische Zyklen in dieser letzten Periode entstehen.

## Ausstellungen (Auszug)
- 1925: Erste Kollektiv-Ausstellung in der Kunsthalle Düsseldorf, anschließend im Kunstverein Köln
- 1930: Kollektiv-Ausstellung in der Dom-Galerie Köln, in Berlin, Düsseldorf und Frankfurt a. M.
- 1931–1951: Beteiligung an Ausstellungen in Berlin, Paris, München, Frankfurt, Düsseldorf, Köln, Wien, Nürnberg, Brüssel, Wiesbaden, Hamburg, in derselben Zeit Kollektivausstellungen in Köln, Düsseldorf, Berlin, Frankfurt
- 1942: Kollektiv-Ausstellung im Wallraf-Richartz Museum Köln
- 1953: Ausstellung Christian Rohlfs, Otto Ehrich, Alfred Dupré, Galerie Hielscher, München
- 1955: Kollektiv-Ausstellung Kunstverein München
- 1957: Gedächtnis-Ausstellung Galerie Gurlitt, München
- 1966: Sonder-Ausstellung Galerie Paffrath, Düsseldorf
- 1969: Gedächtnis-Ausstellung Rathaus Porz am Rhein